# 1891 en littérature
| Années de la littérature : 1888 - 1889 - 1890 - 1891 - 1892 - 1893 - 1894    |
| Décennies de la littérature : 1860 - 1870 - 1880 - 1890 - 1900 - 1910 - 1920 |

Cet article présente les faits marquants de l'année 1891 en littérature.

## Essais
- Les Cahiers d’André Walter et Le Traité du Narcisse d'André Gide.

## Romans
- Le portrait de Dorian Gray (The picture of Dorian Gray), par Oscar Wilde, sort dans sa version finale. Le public anglais est choqué par l'immoralité de certains personnages.
- Le romancier britannique Thomas Hardy publie Tess d'Urberville .
- Les Aventures de Sherlock Holmes d’Arthur Conan Doyle.
- L'Argent, roman naturaliste d'Émile Zola.
- Le Jardin de Bérénice, de Maurice Barrès.
- La Saga de Gösta Berling, roman de Selma Lagerlöf (Suède).

## Presse
- Publication à Milan de la revue socialiste Critica sociale.

## Principales naissances
- 18 septembre : Claire Sainte-Soline, écrivaine française et membre de jury littéraire († 14 octobre 1967).

## Principaux décès
- 13 mars : Théodore de Banville poète français (° 14 mars 1823).
- 28 septembre : Herman Melville, écrivain et poète américain, 72 ans (° 1er août 1819).
- 12 août : James Russell Lowell, poète romantique, critique, satiriste, écrivain américain (° 22 février 1819).
- 10 novembre : Arthur Rimbaud, poète, 37 ans (° 20 octobre 1854).

- Dates non renseignées ou inconnues :
  - Ahmed Vefik Pacha, historien turc, qui dans son Résumé de l’histoire ottomane a révolutionné la conception de l’histoire ottomane non plus fondée sur les règnes des sultans, mais sur les grandes périodes culturelles ou politiques.